# فرن بيض مصري

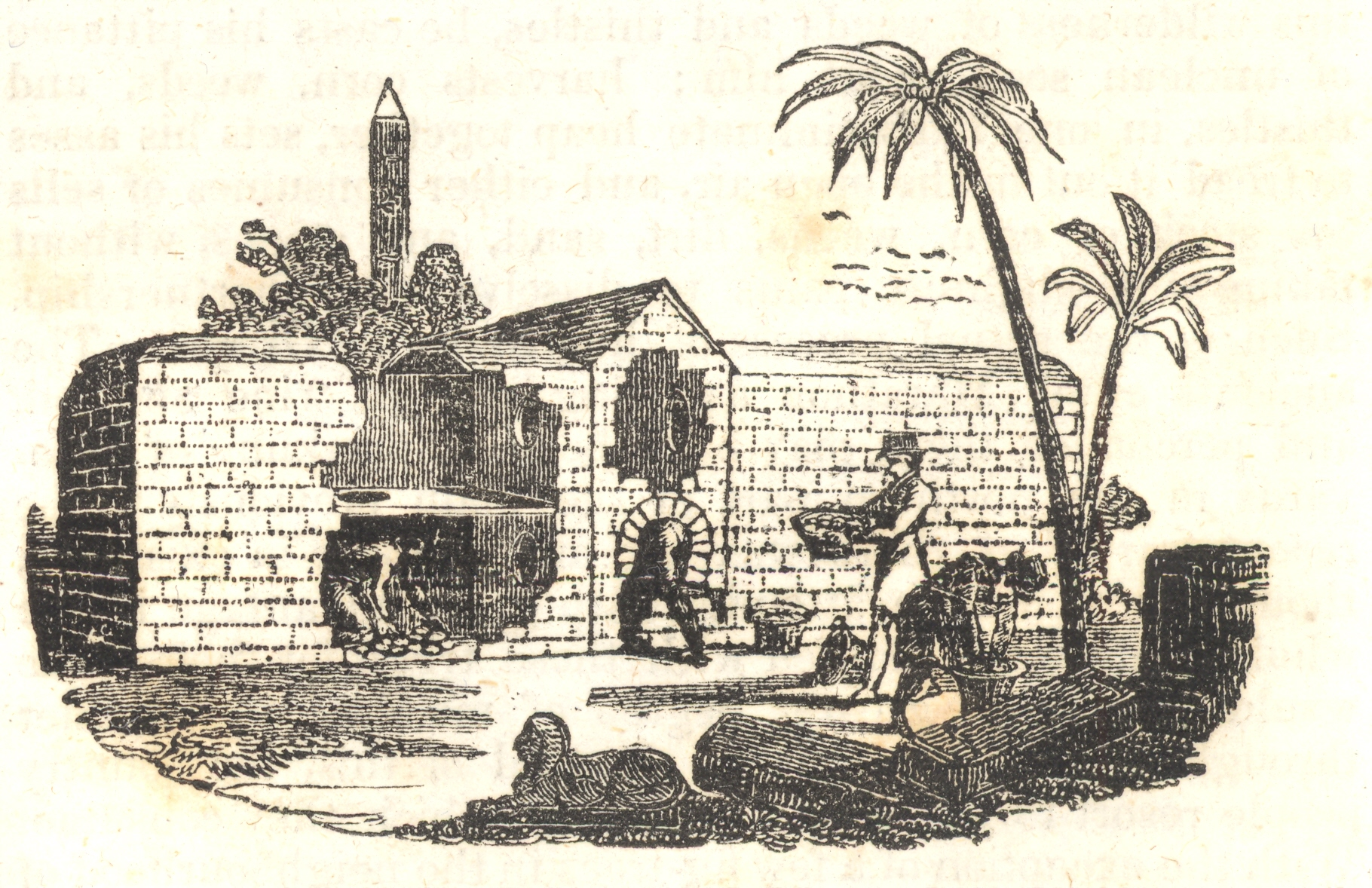
فرن بيض مصري

فرن البيض المصري هو فرن لتفقيس البيض عن طريق التفريخ باستخدام الحرارة الاصطناعية. يعود تاريخ أفران الفقس من صنع الإنسان لمصر القديمة. على الرغم من استخدام طرق المعالجة القديمة، إلا أنها كانت تعتبر فعالة في فقس الدجاج، خاصة بالمقارنة مع التقنيات الأخرى في ذلك الوقت.

## وصف
عادة ما تكون أفران البيض المصرية عبارة عن هياكل من الطوب، وغالبًا ما يتم إنشاؤها من الطين. في مصر، تختلف أحجام الأفران وفقًا للمنطقة المخدومة، حيث تبلغ سعة أكبرها 80000 بيضة. غذى الطوب من روث البقر أو الإبل الحاضنات، حيث يحترق في الخلايا العلوية وينبعث الحرارة إلى الخلايا السفلية. تم تنظيم الحرارة بفتحات بين القصص وفي القباب الخارجية. تم ترتيب البيض في الخلايا السفلية. سيحتاج المشغلون أيضًا إلى قلب البيض بشكل دوري لتجنب التشوهات في الكتاكيت. يمكن إجراء تقييم للحرارة الداخلية عن طريق ضغط بيضة على الجفون.
ذكر أرنولد فون هارف الأفران في تسعينيات القرن التاسع عشر. لقد أذهله التجار، نتيجة العرض الكبير، كيف يمكن للتجار بيع الكتاكيت بحجم السفينة، بغض النظر عن العدد الدقيق. كما نقل نكتة مفادها أنه في القاهرة كلها يوجد ديك واحد فقط، و 24 دجاجة، ليس بخلاف السلطان.
زار جان دي تيفنو فرنًا في القاهرة عام 1657، ووصف هيكله وحجم عمله. وأشار إلى أن الأقباط فقط هم من يعملون هناك. أضاف يوهان ميكائيل فانسليب في سبعينيات القرن السابع عشر أنه تم فرز البيض الجيد من البيض الميت، عن طريق الفحص ضد شعاع الشمس، في اليوم 14 من الحضانة. ونفى بيع الكتاكيت بهذا التدبير.
كتب كلود سيكارد، في أوائل القرن الثامن عشر، المزيد عن اقتصاديات الأفران. وأوضح أن العملية سر تجاري لقرية بيرما بالدلتا تنتقل من جيل إلى جيل. في كل عام، كان ما بين ثلاث إلى أربعمائة شخص من سكان القرية («بريميون») يشترون ترخيصًا من آغا برما، ويتنقلون في جميع أنحاء مصر، لبناء الأفران وتشغيلها. رجل الأعمال المحلي سيدفع أجره. كانت هذه مهنتهم في الربيع والشتاء، لأن حرارة المواسم الأخرى قد تعطل درجة الحرارة المعتدلة المحفوظة في الأفران. في جميع أنحاء مصر، تم تعيين القرويين المحليين في فرن إقليمي، وأجبرت السلطات المحلية على بيع البريمي مع بيضهم. لقد تم ضمان تلقي الكتاكيت على أساس معدل نجاح 2/3 في الفقس. أي فراخ تفقس بما يزيد عن هذا المعدل، سيبيع المشغل إلى رجل الأعمال. تم إعدام الكتاكيت الميتة وغير الصالحة واستخدامها كعلف للدواجن.
في عام 1750، نشر عالم الطبيعة الفرنسي رينيه أنطوان فيرشو دي ريومور تقريرًا مفصلاً عن الأفران، وأعلن أن «مصر يجب أن تكون أكثر فخراً بها من أهراماتها».
وضع كتاب مصر: وصف مألوف للأرض والناس والمنتَج، الذي نُشر عام 1839، عدد الأفران بـ 450 فرنًا، وأشار إلى أن الحكومة المصرية تدر عائدات كبيرة من خلال فرض ضريبة باهظة على مربي الدواجن.
ذكر تقرير صدر عام 1895 عن المستشار الأمريكي في مصر أنه كان هناك «150 فرن بيض، كل منها بسعة 300.00 فقس في كل موسم». كما أشار التقرير إلى أهمية صناعة الدواجن في مصر.
في العقد الأول من القرن الماضي، ورد أن مزارعي الدواجن المصريين استخدموا هذه الحاضنات لإنتاج أكثر من 90 مليون دجاجة سنويًا.
في عام 2009 نشرت منظمة الأغذية والزراعة مسحًا للمفارخ التقليدية في ثلاث محافظات من مصر، في محاولة لتقييم مخاطر إنفلونزا الطيور في البلاد.